# 제주지역개발채
제주지역개발채는 같은 말로 제주지역개발채권이라고도 하며, 제주도 지방자치단체에서 발행된 특수채로 공공사업이나 구발행 제주도지역개발채권 상환이나 차환 등에 필요한 지방 재정을 조달하고자 발행하는 것이 목적이다.

## 이율
연 2.5%의 복리채

## 만기 종류
3년, 5년, 10년 만기 채권이 있으며 5년 만기 채권이 많이 발행